# Ultramaratona de Cubatão
A 100Km UltraMaratona Cubatao , é uma prova de corrida a pé, Individual (masc / fem) e Revezamento Mista 5 (para equipes com 5 atletas, sendo pelo menos 01 do sexo feminino), com uma distância de 100 Km.
São 20 voltas de 5 km cada em percurso totalmente plano e asfaltado com aferição e supervisão da Federação Paulista de Atletismo.
O tempo limite de prova na categoria Individual é de 12 hs, sendo que o acesso a ultima volta só é liberado ao atleta que pelo seu ritmo de corrida tiver condições de terminar a prova no limite previsto.
Não é permitido nenhum tipo de apoio (correr ao lado, moto, bike, etc...) ao atleta sob pena de desclassificação. A área destinada ao percurso da prova é de uso exclusivo dos atletas regularmente inscritos e de veículos da organização e segurança da prova.
No revezamento a largada acontece 10 minutos após o individual sendo que cada componente da equipe dar 4 voltas consecutivas, largando em primeiro as atletas do feminino e na seqüencia seus parceiros, respeitando-se a ordem pré estabelecida pelo capitão da equipe. Término da prova, impreterivelmente as 19 hs.

## Ligações Externas
- Site Oficial da 100Km UltraMaratona Cubatao